# Alfredo Iglesias
Alfredo Iglesias – urugwajski lekkoatleta, średniodystansowiec. Srebrny medalista lekkoatletycznych mistrzostw Ameryki Południowej w biegu na 800 metrów z 1924 roku.
Zawodnik zdobył srebrny medal w biegu na 800 metrów na lekkoatletycznych mistrzostwach Ameryki Południowej w 1924 roku, przegrywając z Argentyńczykiem, Francisco Dovą. Wynik Urugwajczyka z tego biegu nie jest znany.